# شينجي هيراي
شينجي هيراي هو سياسي ياباني، ولد في 17 سبتمبر 1961 في Soto-Kanda ‏ في اليابان. نشط حزبياً في مستقل. وقد انتخب governor of Tottori Prefecture ‏ (13 أبريل 2007 – ).

## وصلات خارجية
- الموقع الرسمي